# Lofi Girl
Lofi Girl (anteriormente ChilledCow) es un canal de YouTube y sello discográfico francés establecido en 2015. En 2020, el canal de YouTube pasó de ChilledCow a Lofi Girl.

## línea editorial
Ofrece transmisiones en vivo de música hip hop lo-fi de manera continua, acompañada de una animación de estilo japonés de una chica estudiando o relajándose, Lo-Fi Girl. Su canal tiene más de 14 millones de suscriptores.

## Historia
El canal de YouTube ChilledCow fue creado por Dimitri el 18 de marzo de 2015. ChilledCow comenzó a transmitir música hip hop lo-fi el 25 de febrero de 2017, marcándola como música de relajación para aquellos que están trabajando o estudiando. La transmisión en vivo fue eliminada por YouTube entre julio y agosto de 2017 por usar imágenes de una niña que estudiaba, extraída de la película animada de Studio Ghibli Susurros del corazón (1995). La transmisión en vivo se restableció después con una animación personalizada de una chica estudiando.
La música utilizada en las transmisiones en vivo de ChilledCow fue lanzada a través del sello Chilledcow o se le dio permiso para ser utilizada por otro artista. YouTube eliminó brevemente el canal sin explicación, pero lo restableció después de una reacción pública. La transmisión en vivo original que fue eliminada duró más de 13.000 horas, lo que lo convirtió en uno de los videos más largos de YouTube.
El 18 de marzo de 2021, seis años después de la creación del canal, se anunció que el canal cambiaría de marca de ChilledCow a Lofi Girl. Las publicaciones de la comunidad de YouTube explicaban cómo Lofi Girl se había convertido en el icono del canal, y que encajaría como el nuevo nombre del canal.
El 2 de febrero de 2022, el canal alcanzó el hito de diez millones de suscriptores. La transmisión que estaba activa en ese momento se había estado ejecutando desde el 22 de febrero de 2020, y tenía más de siete millones de me gusta. El canal celebró esto con un evento de fiesta en el chat.
En diciembre de 2022, se anunció una colaboración de Lofi Girl en el videojuego Rocket League.

### Bajas del canal por reclamaciones de copyright falsas
El canal (cuya transmisión principal ha transcurrido de manera ininterrumpida durante más de un año), ha sido dado de baja en más de una ocasión, debido al mal manejo de detección de infracciones de derechos de autor. En febrero de 2020, YouTube cerró el canal sin especificar los motivos, lo cual, tras ser contactado por la discográfica, fue re-establecido. En julio de 2022, el canal fue víctima de una notificación de DMCA fraudulenta por parte de un sello discográfico de Malasia. YouTube entregó un comunicado pidiendo disculpas para ambos casos, y rescindió la cuenta del infractor.
El 10 de marzo de 2023, el personaje de Lofi Girl desaparece del aire. La música sigue girando pero en vez de verla a ella y a su gato, la cámara empieza a acercar lentamente una ventana situada frente a la de Lofi Girl.Es una forma de anunciar la llegada de un nuevo personaje, Synthwave Boy, al canal de YouTube.
En abril de 2023, el canal tenía 12.2 millones de suscriptores.

## Personaje
Tras la reclamación de derechos de autor por parte de Studio Ghibli sobre el personaje usado, Dimitri decidió mantener la estética Ghibli, pero con un personaje original, Lo-Fi Girl, y lanzó una convocatoria de artistas, siendo seleccionado el diseño del artista colombiano Juan Pablo Machado.
La ilustración de Juan Pablo Machado homenajea una de las escenas de Whisper of the Heart, en la que el personaje de Shizuku aparece sentada en un escritorio revisando un cuaderno.

## Recepción
La audiencia de Lofi Girl ha crecido desde el comienzo de la transmisión en vivo. Xavier Piedra de Mashable elogió la transmisión en vivo por sus canciones relajantes que mantienen al oyente concentrado. También señaló que la lista de reproducción se actualiza con frecuencia y, a menudo, contiene una mezcla de canciones antiguas y nuevas.
Durante la pandemia de COVID-19 de 2020, la escritora de Dazed Digital, Sophia Atkinson, se refirió a Lo-Fi Girl como un “modelo a seguir de distanciamiento social”, aparentemente siendo “muy claro que la chica de anime siempre estaba operando en una realidad posterior al coronavirus”. La revista Rolling Stone opinó que "los ritmos lentos y suaves de Lo-fi no son solo para estudiar y trabajar. Representan la venganza de los productores que han encontrado la manera de aprovechar su talento en tiempos difíciles".

### En la cultura popular
Lo-Fi Girl ha sido ampliamente referenciada en la cultura popular y se ha convertido en un meme de Internet. Un ejemplo está contenido dentro de Steven Universe Future, donde se representa al personaje Connie estudiando en la misma pose y entorno que Lo-Fi Girl. En septiembre de 2020, comenzó una tendencia en Reddit por la cual la Lo-Fi Girl se volvería a dibujar para que coincida con el contexto de un determinado país o lugar. Will Smith también ha publicado su propia versión, reemplazando al personaje Lo-Fi Girl con él mismo vistiendo una sudadera con capucha de Bel-Air.
Para promocionar el lanzamiento de la expansión Shadowlands, la cuenta oficial de YouTube del videojuego World of Warcraft publicó una parodia con temática de Warcraft de la transmisión "Lofi beats to relax/study to" del canal Lofi Girl.
En 2022, Disney lanzó un álbum recopilatorio de canciones de Disney arregladas en estilo Hip hop lofi. El álbum fue promocionado como compilado por Minnie Mouse, y los críticos señalaron influencias obvias de Lofi Girl.